# Małe Żabie Oko
Małe Żabie Oko je pleso v polské části Vysokých Tater, nejmenší ze skupiny Rybích Stawků.

## Geografie
Pleso kruhového tvaru leží v nadmořské výšce 1390 m n. m. na Rybím potoku v údolí Dolina Rybiego Potoku. Má rozlohu 0,2 ha, je 28 m dlouhé, 12 m široké a v nejhlubším místě je hluboké 2,3 m.

## Vodní režim
Pleso je napájeno i odvodňováno Rybím potokem, který se po 3,5 km na polsko-slovenských hranicích vlévá do Biele vody.

## Přístup
Kolem plesa vede silnice z Lysé Poľany ke Schronisku PTTK przy Morskim Oku. K samotnému plesu se dá dostat:
- po společné  červené a  modré turistické značce od Morskieho Oka (↑↓5 minut)
- po  červené turistické značce od Wodogrzmotů Mickiewicza (↑1:45 hodiny, ↓1:30 hodiny)
- po  modré turistické značce od Schroniska PTTK w Dolinie Pięciu Stawów Polskich (↑1:40 hodiny, ↓2 hodiny)[2]